# Conchocarpus grandis
Conchocarpus grandis är en vinruteväxtart som beskrevs av J. A. Kallunki. Conchocarpus grandis ingår i släktet Conchocarpus och familjen vinruteväxter. Inga underarter finns listade i Catalogue of Life.